# Wilhelm Karl von Haidinger
Wilhelm Karl Ritter von Haidinger (o Wilhelm von Haidinger) (5 de febrero de 1795 - 19 de marzo de 1871) fue un mineralogista, geólogo y físico austríaco. Descubrió el fenómeno óptico asociado a la apariencia cromática de los cristales minerales denominado pleocroísmo.

## Biografía
Haidinger nació en Viena. Su padre, Karl Haidinger, contribuyó en gran medida al desarrollo de la ciencia mineralógica en la segunda mitad del siglo XVIII. Habiendo estudiado en la Escuela Normal de Santa Ana, y asistido a clases en la universidad, Wilhelm, a la edad de diecisiete años, fue reclamado como ayudante por el profesor Friedrich Mohs (1773-1839) para trabajar en el Museo Universal Joanneum de Graz, y cinco años más tarde, lo acompañó a Freiberg, Sajonia, en la transferencia de sus trabajos a la Academia de la minería de esa ciudad.
En 1822 Haidinger visitó Francia e Inglaterra con el conde Breunner, decidiendo posteriormente instalarse en la ciudad de Edimburgo. Allí traducirá al inglés, con el añadido de aportaciones propias, la obra Grundriss Mohs der Mineralogie, publicada en Edimburgo en tres volúmenes, bajo el título de Tratado de mineralogía (1825). Después de un recorrido por el norte de Europa, incluidos los distritos mineros escandinavos, asumió la dirección científica de la fábrica de porcelana de Elbogen perteneciente a sus hermanos.
En 1840 fue nombrado consejero de minas en Viena reemplazando al profesor Mohs, un puesto que incluía el cargo de conservador del Gabinete Imperial de  Minerales. Se dedicó a la reorganización y el enriquecimiento de las colecciones, convirtiendo el museo en el mejor de Europa. Poco después de 1843, Haidinger comenzó una serie de conferencias sobre mineralogía, que serían publicadas con el título Handbuch der bestimmenden Mineralogie (Viena, 1845; tables, 1846).
Después de la creación del Instituto Geológico imperial, fue nombrado su director en 1849, importante cargo que ocupó durante diecisiete años. Fue elegido miembro del Consejo Imperial de Agricultura y Minas, y miembro de la Academia Imperial de Ciencias de Viena. También contribuyó a la organización de la sociedad Naturwissenschaften der Freunde.
Como físico altamente cualificado, Haidinger fue uno de los promotores más activos de los avances científicos en Austria. Fue el primero en observar el fenómeno óptico actualmente denominado cepillo de Haidinger, relativo a la capacidad de muchas personas de percibir la polarización de la luz en forma de manchas difusas. Así mismo, como parte de sus investigaciones estudió el comportamiento óptico de los minerales, lo que le condujo a su descubrimiento del fenómeno del pleocroismo.
Recibió el título de caballero en 1865, al año siguiente se retiró a su finca de Dornbach cerca de Viena, donde murió el 19 de marzo de 1871.

## Minerales descritos
Se debe a Haidinger la descripción de una cuarentena de minerales:
- 1825: breunerita (variedad de magnesita), jamesonita, liroconita;
- 1827: hausmannita, manganita;
- 1828: herderita;
- 1833: johnstonita (desclasificado como variedad de la galena)
- 1845:  bornita,  cerusita,  cromita, cuprita, domeikita, estefanita, löllingita, magnetita, marcasita, millerita, misy (sinónimo de jarosita) nagyagita, petzita,  siderita, skutterudita, tetraedrita,  wulfenita,  zinnwaldita,
- 1850: melanterita;
- 1852: eliasita (sinónimo de gumita);
- 1856:  kengotita (sinónimo de miargirita);
- dillnita (sinónimo de la allofanita),  erinita (hoy cornwallita), Isopiro (variedad del ópalo),  kerstenita (desclasificado como mezcla de bismutinita y de esmaltita, y sinónimo de cheleutita),  lazurita (renombrado azurita y descrito por Beudant), naumanita,  onofrita (variedad de metacinabrio) y tilkerodita (sinónimo de clausthalita).

## Publicaciones (selección)
Las páginas en alemán de Wikisource consagradas a Haidinger tienen escritos de este autor y una gran cantidad de enlaces a trabajos digitalizados.
- Treatise on Mineralogy, 3 vol. Edimburgo, 1825 (traducción al inglés revisada y ampliada de la obra de Mohs Grundriss der Mineralogie)
- Anfangsgründe der Mineralogie (Leipzig, 1829).
- Über das direkte Erkennen des polarisierten Lichts. Poggendorfs Annalen, vol. 63, 1844, p. 29-39
- Handbuch der bestimmenden Mineralogie, (Viena, 1845, Tablas, 1846;  u. 1865)
- Bericht über die geognostische Übersichts-Karte der österreichischen Monarchie (Viena, 1845)
- Die Aufgabe des Sommers 1850 für die k.k. geologische Reichsanstalt in der geologischen Durchforschung des Landes. In: Jahrbuch der k.k.geologischen Reichsanstalt, Jg. 1 (1850) Viena, p. 6-16
- Bemerkungen über die Anordnung der kleinsten Teilchen in Christallen (Viena, 1853) ;
- Die Interferenzlinien am Glimmer (Viena, 1855) ;
- Vergleichungen von Augit und Amphibo (Viena, 1855) ;* Physique du globe : mémoire sur les relations qui existent entre les étoiles filantes, les bolides et les essaims de météorites, 1864

También dirigió la publicación de:
- Naturwissenschaftliche Abhandlungen der Freunde der Naturwissenschaft, 4 vol. Viena 1847-1850 (ed.) (en línea:  vol. 1 , número 3, 1827 ; vol. 2 ; vol. 3, 1850 ; vol. 4, 1851 ;
- Berichte über die Mitteilungen von Freunden der Naturwissenschaft in Wien, der Freunde der Naturwissenschaft, 7 vol. Viena, 1847-1852 (ed.)
- Jahrbuch de la K. K. Geologische Reichsanstalt de Viena (1850)

Varios de estos textos se pueden encontrar en Transactions of the Royal Society of Edinburgh (vol. x), Wernerian Society (1822–1823), Edinburgh Phil. Journal, Journal of Science de sir David Brewster (1781-1868) y Annalen de Johann Christian Poggendorff (1796-1877).

### Honores (selección)
- Miembro extranjero de la Royal Societyel 20 de noviembre de 1856.
- El mineralogista Pierre Berthier le había dedicado una especie de mineral, haidingerite (que pasó a llamarse berthierita por el dedicatario).
- El monte Haidinger en el parque nacional Aoraki/Mount Cook en Nueva Zelanda lleva su nombre.
- Un cráter lunar, cráter Haidinger, lleva su nombre.
- Una calle en el tercer distrito de Viena lleva su nombre desde 1974.
- El cepillo de Haidinger, un fenómeno óptico relacionado con la percepción de la luz polarizada en el ojo humano.